# Henning Kjeldsen

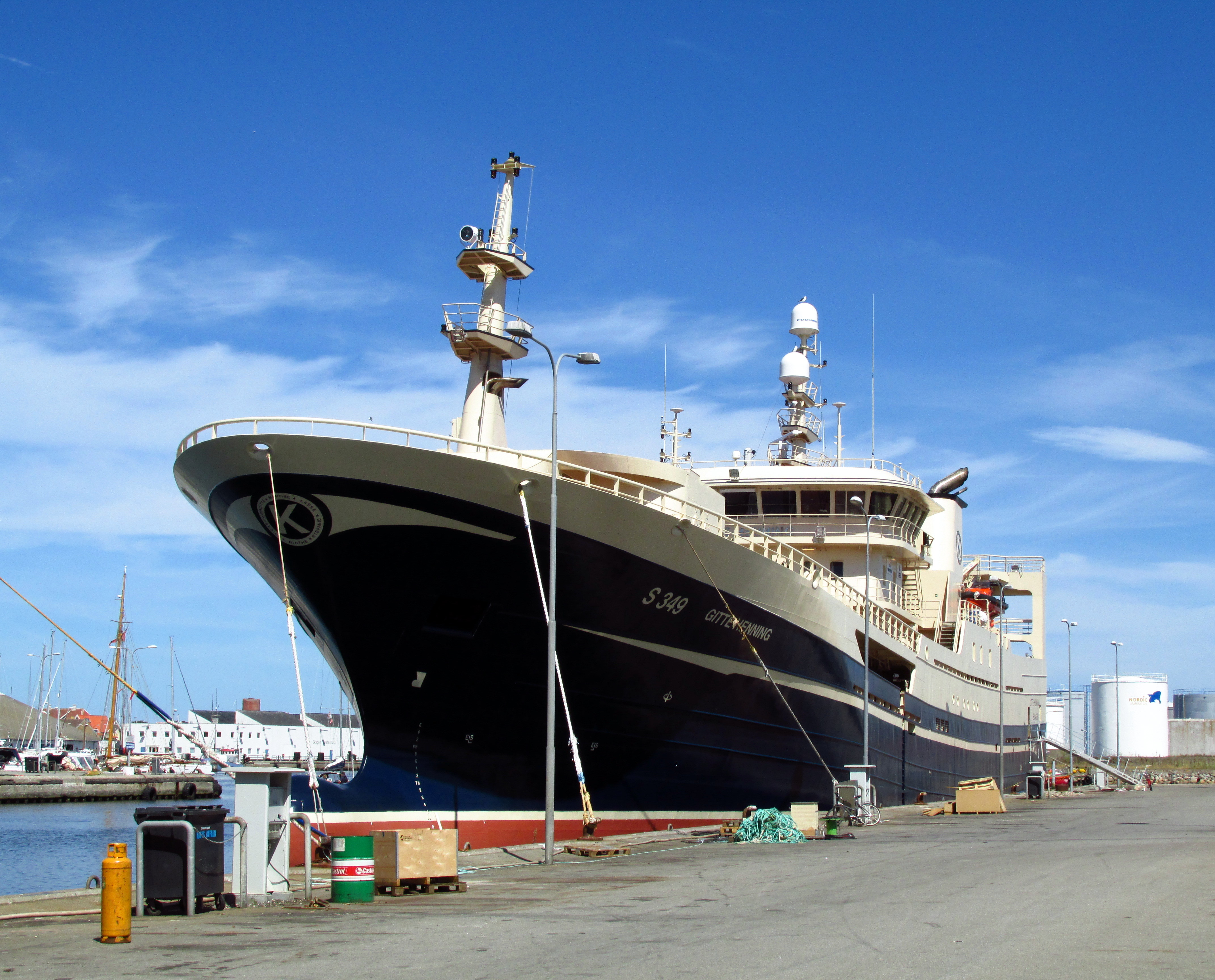
Henning Kjeldsens Gitte Henning var Danmarks största fiskefartyg när hon levererades 2014, i Skagens hamn 2014

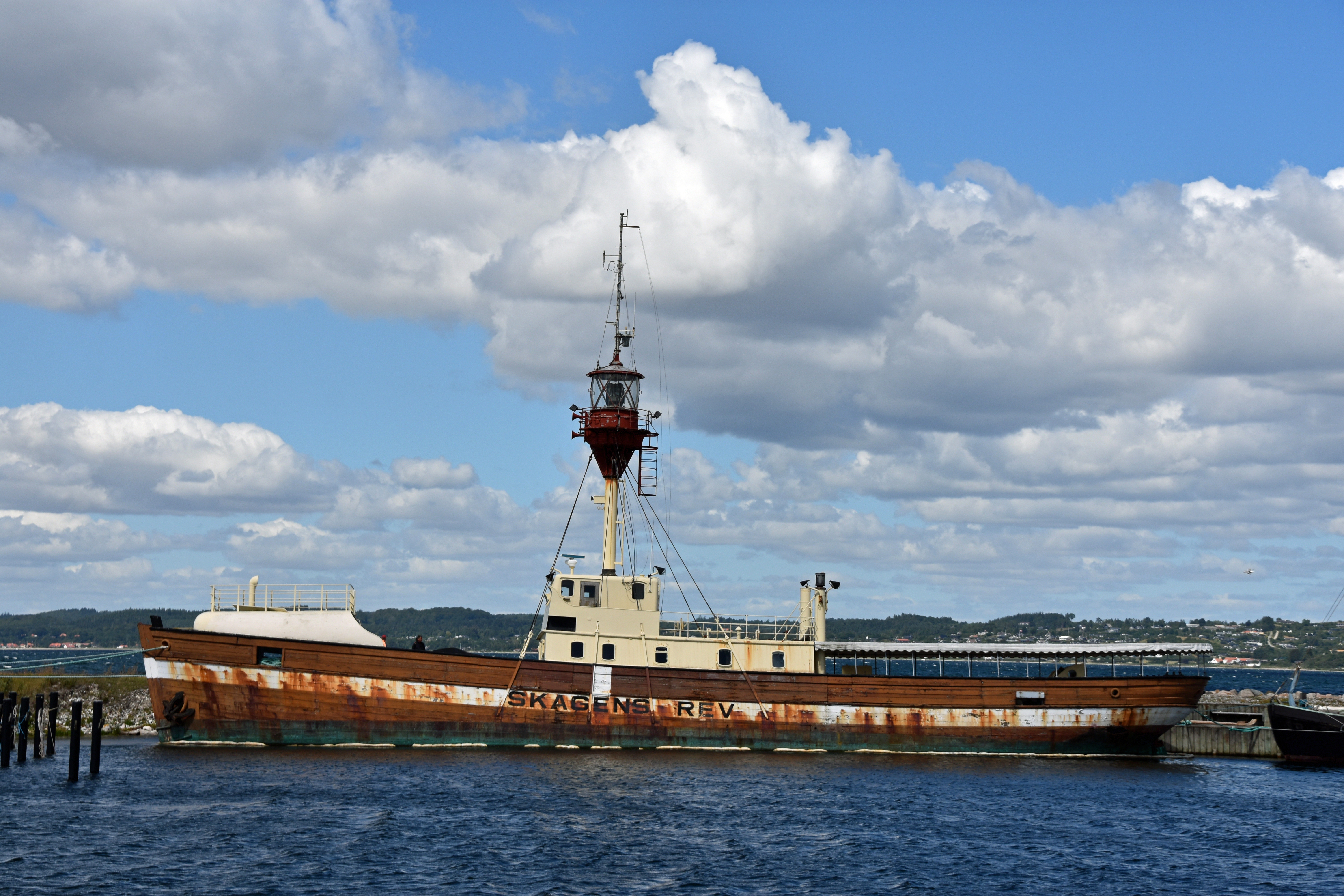
Fyrskib Nr XXI i Ebeltoft, 2020, som köptes 2022 av Henning Kjeldsen för placering som museifartyg i Skagen

Henning Kjeldsen, född 1962 eller 1963, är en dansk fiskare och affärsman. Han är känd för att under 2010-talet bedrivit Danmarks största pelagiska fiske, med bas i Skagen.
Henning Kjeldsen är son till fiskaren Erik Kjeldsen (1938–2018). Han växte upp i Grenå och Thyborøn. Han tog skepparexamen i Thyborøn och var fiskare, ofta i kompanjonskap med sin far och sin bror Lars. Han byggde från början av 2000-talet upp en omfattande verksamhet inom pelagiskt fiske med företaget Gitte Henning A/S, framför allt med hjälp av uppköp av fiskekvoter och inköp av stora och moderna fartyg.
Han grundade 2020 det privatägda motormuseet Maskinrummet i Skagens hamn, vilket öppnade i temporära lokaler 2021.
Henning Kjeldsen påbörjade 2021 investeringar i fastigheter och turism i Skagen. Han investerade i ett projekt att bygga ett stort feriecentrum i ortsdelen Lilla Skagen, med ett tvåvåningshotell med 50 rum, ett antal tiopersoners fritidshus och ett lekland. Totalt omfattar projektet en yta på 100.000 kvadratmeter.
Han köpte 2022 Fyrskib Nr XXI, byggt 1911, av Den Selvejende Institution Fregatten Jylland för att efter renovering stationera fyrskeppet som museifartyg i Skagen.

## Mål om fiskekvoter
Samtidigt som den danska regeringen under tidigt 2000-tal släppte handeln med fiskekvoter fri och uppmuntrade en övergång till stordrift, infördes vissa begränsningar för att undvika monopol och marknadsdominans. Vid mitten av 2010-talet uppstod en diskussion om uppkomsten av så kallade "kvotekungar" i den danska fiskebranschen. Henning Kjeldsen och nio andra personer runt honom, bland andra hans revisor och hans advokat åtalades för att ha kringgått begränsningsreglerna på ett olagligt sätt. De dömdes i ett uppmärksammat mål i första instans i december 2021, med bland annat ett uppseendeväckande högt bötesbelopp samt konfiskationer för Henning Kjeldsen. I slutet av 2022 frikändes samtliga åtalade av överrätten (lagmansretten) i en dom, som också vann laga kraft. Kjeldsen hade dock redan tidigare under året avvecklat merparten av sina intressen i fiskekvoter och fiskefartyg.